# 德拉戈·马米奇
德拉戈·马米奇（1954年2月9日—）是一名出生于塞尔维亚瓦列沃的克罗地亚前足球运动员和足球教练，目前任教于猜納犀鳥。他拥有欧足联的职业级足球教练执照。2011年9月被任命为印尼超级联赛球队佩西比萬隆的主教练。 2012年3月28日，他执教球队6个月以第七名结束赛季后便从该俱乐部辞职。
2005年11月，马米奇成为广州日之泉的代理主教练。

## 教练认证评估
- 足球教练 欧足联职业级证书
- 力量和体能教练 欧足联职业级证书
- 克罗地亚国籍